# Алиса в Страната на чудесата (франчайз)
Алиса в Страната на чудесата (на английски: Alice in Wonderland) е американски медиен франчайз, собственост на Уолт Дисни Къмпани, чието начало е дадено през 1951 г. с премиерата на пълнометражния анимационен филм Алиса в Страната на чудесата. Филмът е адаптация на книгите на Луис Карол – Алиса в Страната на чудесата (1865) и продължението Алиса в Огледалния свят (1871). Игралният филм, режисиран от Тим Бъртън, е издаден през 2010 г.

## Филми
| Филм                           | Премиера                       | Режисьор(и)                                      | Сценарист(и) | Продуценти                                         |
| Пълнометражен анимационен филм | Пълнометражен анимационен филм | Пълнометражен анимационен филм                   | Пълнометражен анимационен филм | Пълнометражен анимационен филм                     |
| ------------------------------ | ------------------------------ | ------------------------------------------------ | --- | -------------------------------------------------- |
| Алиса в Страната на чудесата   | 14 септември 1951              | Клайд Джероними, Уилфред Джаксън и Хамилтън Лъск | Уинстън Хиблър, Тед Сиърс, Бил Пийт, Ердман Пенър, Джо Риналди, Милт Банта, Бил Котрел, Дик Киси, Джо Грант, Дик Хъмър, Дел Конел, Том Оръб и Джон Уилбридж | Уолт Дисни и Бен Шарпстийн                         |
| Игрални филми                  |                                |                                                  | |                                                    |
| Алиса в Страната на чудесата   | 5 март 2010                    | Тим Бъртън                                       | Линда Улвъртън | Ричард Д. Занук, Джо Рот, Сюзан Тод и Дженифър Тод |
| Алиса в Огледалния свят        | 27 май 2016                    | Джеймс Бобин                                     | Линда Улвъртън | Джо Рот, Сюзан Тод, Дженифър Тод и Тим Бъртън      |

### Анимационен филм

#### Алиса в Страната на чудесата(1951)
Алиса в Страната на чудесата е американски анимационен фантъзи комедиен приключенски филм от 1951 г., продуциран от Уолт Дисни Прадакшънс и базиран основно на едноименния роман на Луис Карол с няколко допълнителни елемента от неговото продължение Алиса в Огледалния свят. Филмът е издаден в Ню Йорк и Лондон на 26 юли 1951 г. и е озвучен от Катрин Бюмонт (която по-късно озвучава Уенди Дарлинг във филма Питър Пан от 1953 г.) като Алиса и Ед Уин като Лудия шапкар. Песента Алиса в Страната на чудесата се превръща като еталон за джаз стандарт.

### Игрални филми

#### Алиса в Страната на чудесата(2010)
Алиса в Страната на чудесата е американски фентъзи филм от 2010 г., режисиран от Тим Бъртън и написан от Линда Улвъртън. Издаден от Уолт Дисни Пикчърс, във филма участват Миа Вашиковска като Алиса Кингсли, Джони Деп, Ан Хатауей и Хелена Бонам Картър. Филмът е заснет в Обединеното кралство и САЩ.

#### Алиса в Огледалния свят(2016)
Алиса в Огледалния свят е американски фентъзи филм от 2016 г., режисиран от Джеймс Бобин и написан от Линда Улвъртън. Това е продължение на филма от 2010 г. Алиса в Страната на чудесата. Филмът е с участието на Миа Вашиковска, Джони Деп, Хелена Бонам Картър, Ан Хатауей, Саша Барън Коен и Рис Айфънс и е издаден на 27 май 2016 г.

### Допълнителна информация за екипа и продукцията
| Филм                         | Екип/Детайли | Екип/Детайли    | Екип/Детайли   | Екип/Детайли                                                | Екип/Детайли                      | Екип/Детайли | Екип/Детайли |
| Филм                         | Композитор   | Оператор        | Монтаж         | Продуцентска компания                                       | Разпространител                   | Времетраене  |              |
| ---------------------------- | ------------ | --------------- | -------------- | ----------------------------------------------------------- | --------------------------------- | ------------ | ------------ |
| Алиса в Страната на чудесата | Оливър Уолъс |                 | Лойд Ричърдсън | Уолт Дисни Прадакшънс                                       | Радио-Кийт-Орфиъм Пикчърс         | 75 минути    |              |
| Алиса в Страната на чудесата | Дани Елфман  | Дариуш Волски   | Крис Лебензън  | Уолт Дисни Пикчърс Рот Филмс Занек Къмпани Тийм Тод         | Уолт Дисни Студиос Моушън Пикчърс | 108 минути   |              |
| Алиса в Огледалния свят      | Дани Елфман  | Стюарт Драйбурх | Андрю Вайсблум | Уолт Дисни Пикчърс Рот Филмс Тийм Тод Тим Бъртън Прадакшънс | Уолт Дисни Студиос Моушън Пикчърс | 113 минути   |              |

## Сериали

### Приключения в Страната на чудесата(1992–1995)
Приключения в Страната на чудесата е музикален телевизионен сериал, базиран на анимационния филм на Уолт Дисни Алиса в Страната на чудесата, излъчван по Дисни Ченъл от 1992 до 1995 г. В сериала Алиса (Елизабет Арноа) е представена като момиче, което може да влиза и излиза от Страната на чудесата просто като преминава през своето огледало (препратка към изходния материал на Страната на чудесата – Алиса в Огледалния свят на Луис Карол).

### Имало едно време в Страната на чудесата(2013–2014)
Имало едно време в Страната на чудесата е американски фантастично-драматичен сериал, излъчен по Ей Би Си от 10 октомври 2013 г. до 3 април 2014 г. Създаден е от Едуард Кицис, Адам Хоровиц, Зак Естрин и Джейн Еспенсън за Ей Би Си Студиос. Въпреки че не е директно базиран на филма на „Дисни“, а предимно на романите на Луис Карол, той включва някои елементи, вдъхновени от версията на „Дисни“. Сериалът е спин-оф на Имало едно време.

### Алиса в приказната страна на сладкарството(2022–2024)
Алиса в приказната страна на сладкарството е американски анимационен телевизионен сериал, продуциран от Дисни Телевижън Анимейшън и излъчван по Disney Junior от 9 февруари 2022 г. до 15 април 2024 г.

## Атракции

### Лудо чаено парти
Въртяща се разходка с чаша чай във всичките пет тематични парка „Дисниленд“. Темата на атракцията е вдъхновена от сцената на партито за нерожден ден от филма от 1951 г.

### Алиса в Страната на чудесата
Базирана е на едноименния филм от 1951 г. и е открита в „Дисниленд“ на 14 юни 1958 г.

### Любопитният лабиринт на Алиса
Атракция с лабиринт от жив плет в парка „Дисниленд“ в Париж, базирана на лабиринта, в който живее Кралицата на сърцата във филма от 1951 г. Открита е през 1992 г. в района на „Фентъзиленд“. Версия, базирана на филма от 2010 г., известна като „Лабиринтът на Алиса в Страната на чудесата“, е открита в „Дисниленд“ в Шанхай през 2016 г.